# Лу Чжаньгун
Лу Чжаньгу́н (кит. упр. 卢展工, пиньинь Lú Zhǎngōng, род. 18 мая 1952) — китайский политик, с 2013 года один из зампредов ВК НПКСК, член ЦК КПК с 2002 года (кандидат с 1997 года). Ранее глава парткомов КПК провинций Хэнань (2009—2013) и Фуцзянь (2004—2009), губернатор последней (2002—2004), зампред ВФП (1998—2001).
Член КПК с января 1975 года, член ЦК КПК 16—19 созывов (кандидат 15 созыва). Почётный доктор (2006).

## Биография
По национальности ханец. Начал трудовую деятельность в марте 1969 года.
Окончил Хэйлунцзянскую строительно-инженерную школу (строительный колледж). По профессии архитектор. В 1987 году обучался в ЦПШ.
В 1988-89 гг. глава горпарткомиссии по проверке дисциплины и с 1988 года заместитель, в 1989—1991 гг. — глава Цзясинского (провинция Чжэцзян) горкома КПК. С 1991 года заместитель заведующего, в 1992—1995 гг. заведующий орготделом парткома, в 1995-96 гг. заместитель главы парткома провинции Чжэцзян.
В 1996—1998 годах замглавы парткома провинции Хэбэй.
С октября 1998 по январь 2001 года в ВФП одновременно: зампред, замглавы парторга, секретарь секретариата.
В провинции Фуцзянь (Восточный Китай): с января 2001 года заместитель главы парткома и до 2002 года — ректор провинциальной партшколы, в 2002—2004 годах губернатор (сменил Си Цзиньпина), в 2004—2009 годах глава парткома и председатель ПК СНП провинции (2005—2009).
С ноября 2009 года по март 2013 года глава парткома провинции Хэнань (Центральный Китай) и председатель ПК СНП провинции.
С марта 2013 года один из заместителей председателя ВК НПКСК 12-го созыва.
Почётный доктор гуманитарных наук Манильского Университета Востока (2006).